# Пермский край
Пе́рмский край (неофициально — Прика́мье) — субъект Российской Федерации, расположенный на востоке европейской части России. Входит в Приволжский федеральный округ и Уральский экономический район. Административный центр — город Пермь. Площадь — 160 237 км². Население — 2 483 633 чел. (2025). В состав края входит Коми-Пермяцкий округ.
Находится в восточной части Восточно-Европейской равнины и на западных склонах Среднего и Северного Урала, в бассейне реки Камы.
Граничит на севере с Республикой Коми, на востоке со Свердловской областью, на юге с Башкортостаном, на западе с Удмуртией, на северо-западе с Кировской областью.
Образован 1 декабря 2005 года в результате объединения Пермской области и Коми-Пермяцкого автономного округа. Историческим предшественником региона была образованная в 1796 году Пермская губерния, которой, в свою очередь, предшествовала Пермь Великая.
Административно-территориальное деление: 33 административных района; 25 городов, из них 14 краевого и 11 районного значения; 26 посёлков городского типа; закрытое административно-территориальное образование Звёздный и Коми-Пермяцкий округ как административно-территориальная единица с особым статусом.

## Физико-географическая характеристика

### География

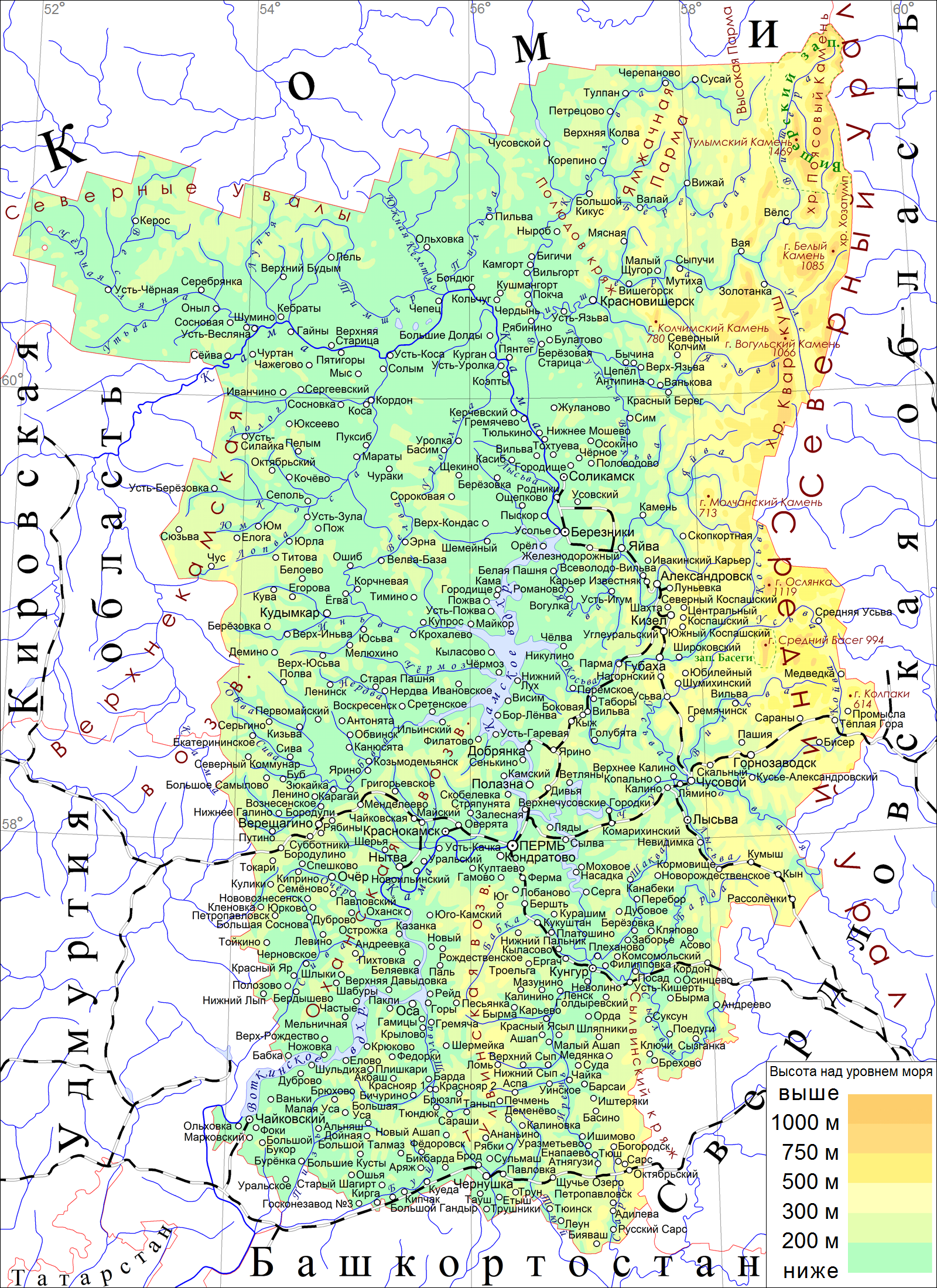
Физическая карта Пермского края

Пермский край расположен на восточной окраине Русской равнины и западном склоне Уральских гор, на стыке двух частей света — Европы и Азии, причём 99,8 % площади края расположено в Европе, 0,2 % — в Азии. Максимальная протяжённость с севера на юг 645 км, с запада на восток — почти 420 км. Границы края извилисты и имеют протяжённость более 2,2 тыс. км.
Крайние точки
- на севере — 61°39' с. ш., гора Пура-Мунит (1094 м);
- на юге — 56°06' с. ш. (около бывшей деревни Ельник Октябрьского района);
- на западе — 51°47' в. д., в 1 км от Высоты 236, на водоразделе рек Лэпью, Пелес, Кажим;
- на востоке — 59°39' в. д., высочайшая вершина хребта Хоза-Тумп, гора Рахт-Сори-Сяхл.

### Часовой пояс
Пермский край находится в часовой зоне МСК+2. Смещение применяемого времени относительно UTC составляет +5:00.

### Климат

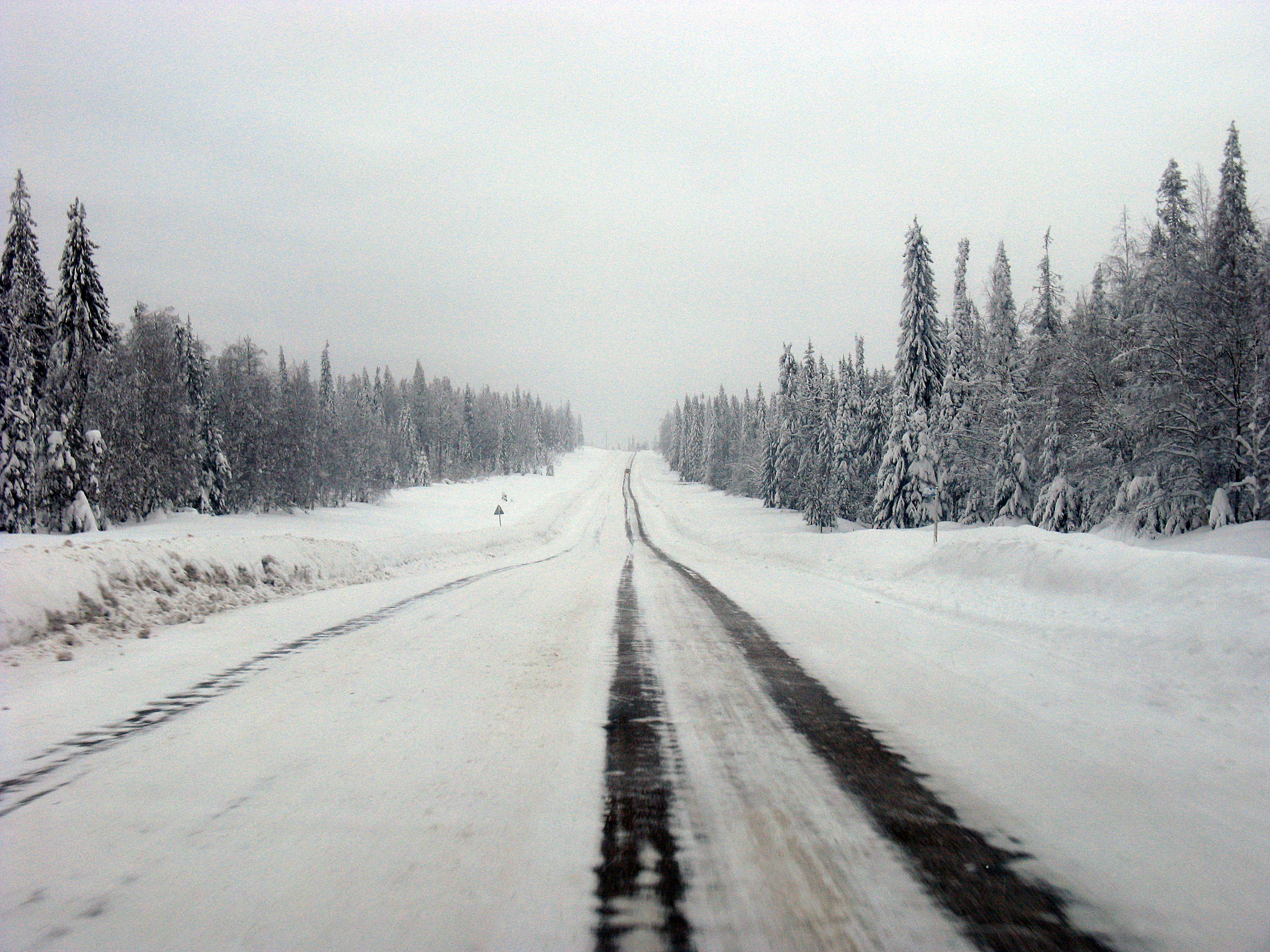
Зимняя дорога в Пермском крае

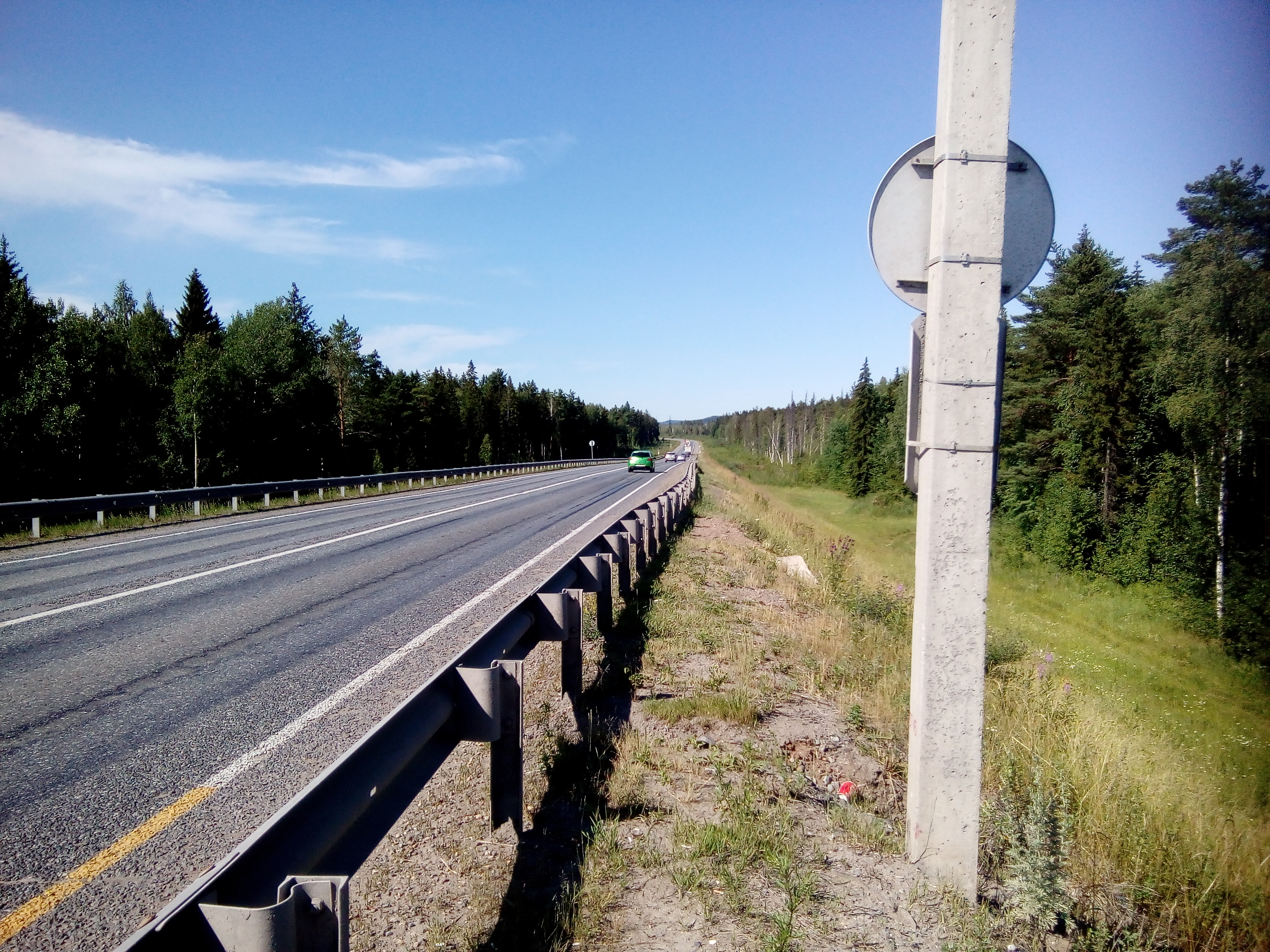
Дорога федерального значения М-7 в Пермском крае

Пермский край находится в зоне умеренного континентального климата, формирующегося под влиянием западного переноса воздушных масс. Рельеф, особенно Уральские горы, усиливает континентальность: на востоке и северо-востоке климат холоднее и влажнее, чем на западе. Абсолютный минимум температуры составляет в разных районах края от −47 до −54 °C, абсолютный максимум — от +35 до +38 °C.

### Рельеф
Рельеф Пермского края сформировался при образовании Уральских гор около 250 миллионов лет назад и в ходе последующего накопления осадочных пород на кристаллическом фундаменте платформы.
В западной части края (около 85 % его территории), расположенной на восточной окраине Русской равнины, преобладает низменный и равнинный рельеф.
В восточной части края (около 15 % его территории), где проходят Уральские горы, рельеф имеет горный характер: среднегорный для Северного Урала и низкогорный для Среднего Урала. Граница между ними проводится по подножию горы Ослянка (59º с. ш.).
Наиболее высокие горы расположены на севере края:
- Тулымский камень (1496 м) — высочайшая вершина в Пермском крае;
- Гора Гумбольдта (1410 м);
- Ишерим (1331 м);
- Молебный камень (1274 м);
- Мартай (1132 м).

Среди гор Среднего Урала наиболее высокие находятся в хребте Басеги — Средний Басег (993 м).

### Реки
Реки Пермского края относятся к бассейну Камы. В Пермском крае более 29 тысяч рек общей длиной свыше 90 тысяч километров.
Две реки в Пермском крае относятся к большим (длиной более 500 км), — это Кама (1805 км) и её левый приток Чусовая (592 км). 40 рек длиной от 100 км. Крупнейшие из них:
- Кама — 1805 км.
- Чусовая — 592 км.
- Сылва — 493 км.
- Вишера — 415 км.
- Колва — 460 км.
- Яйва — 304 км.
- Косьва — 283 км.
- Коса — 267 км.
- Весляна — 266 км.
- Иньва — 257 км.
- Обва — 247 км.

Малые реки (длиной менее 100 км) составляют подавляющее большинство рек края. Некоторые из них имеют историческое значение, например, река Егошиха, в устье которой был основан город Пермь.

Реки Пермского края
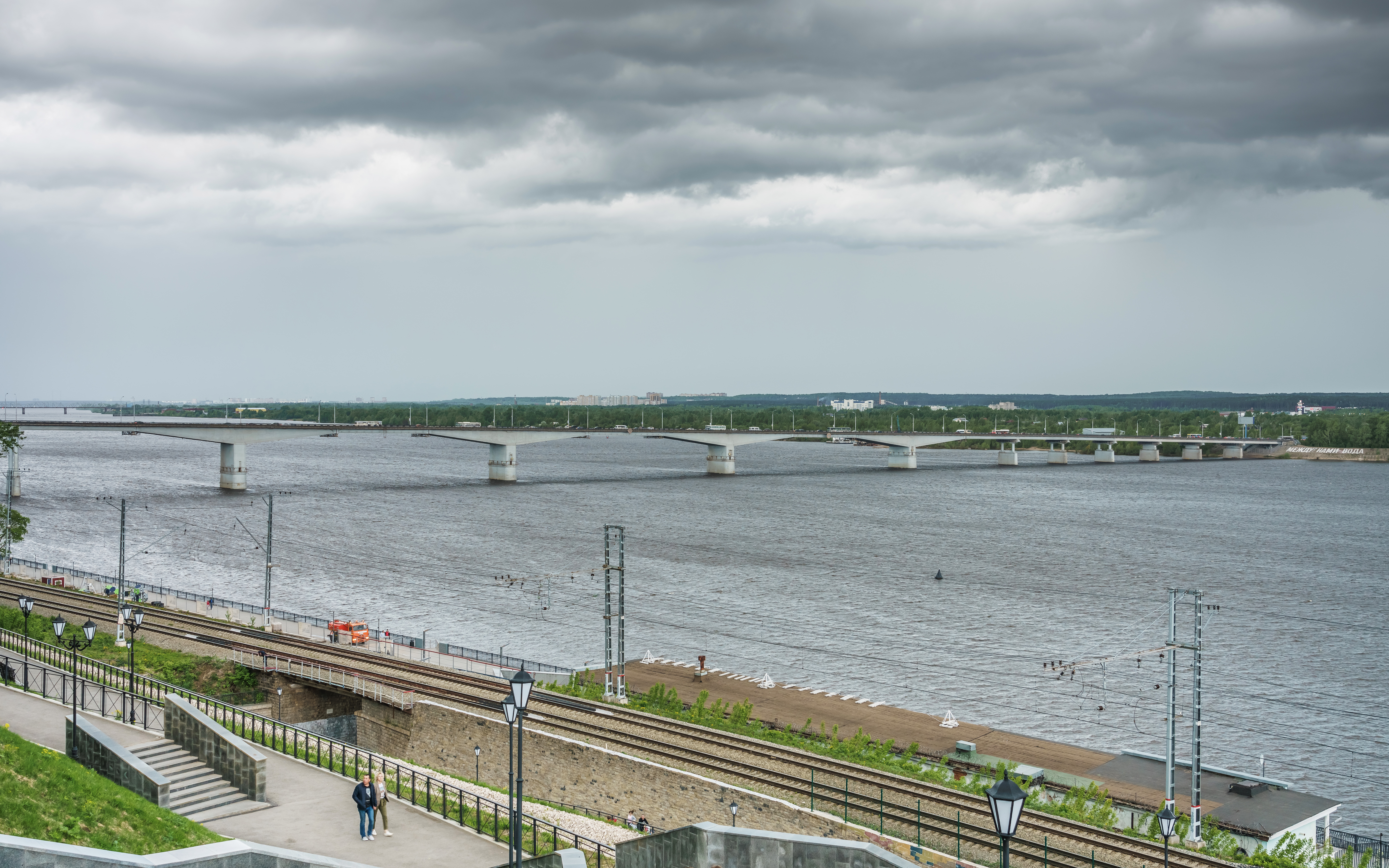
Кама — крупнейшая река Пермского края
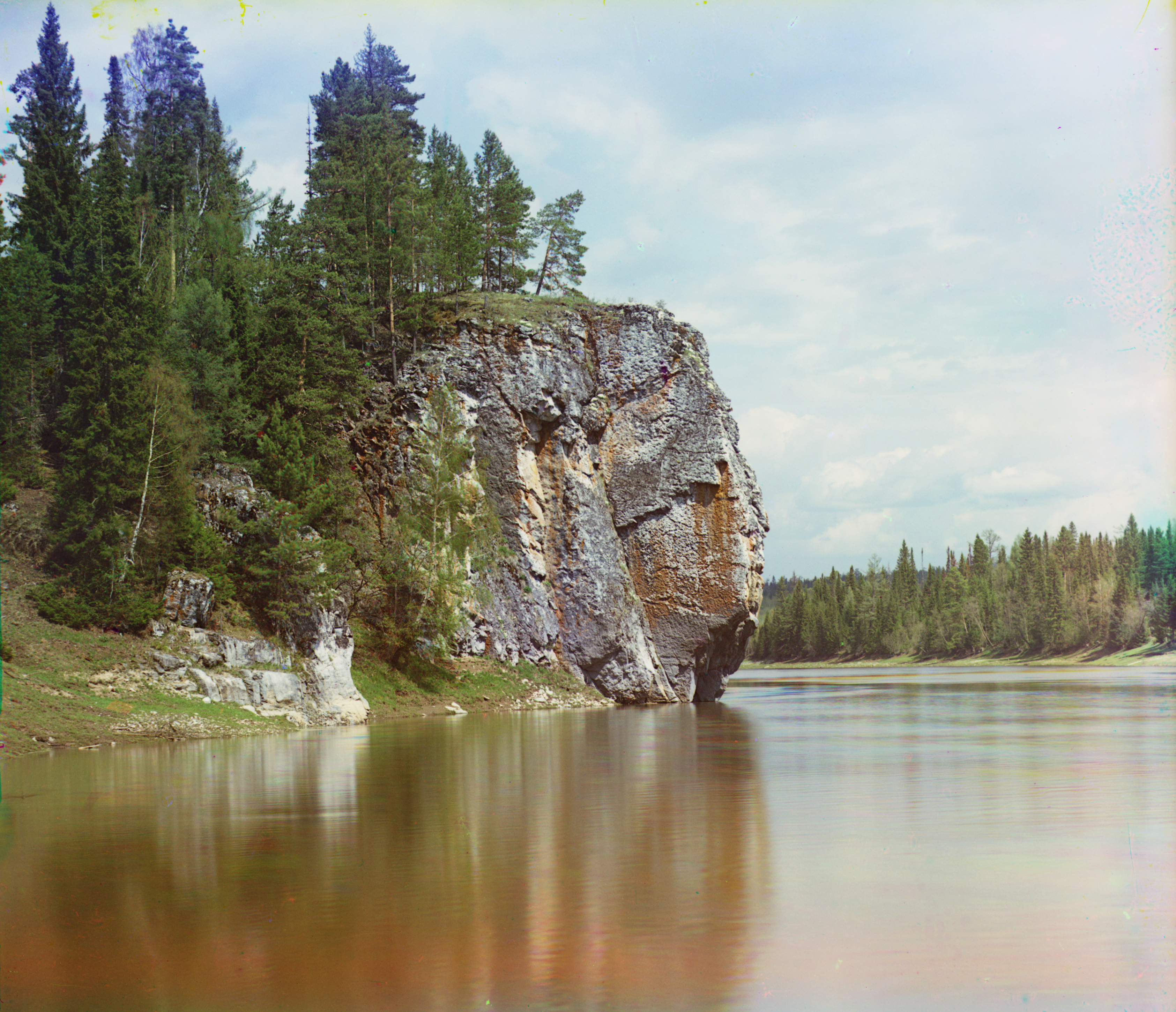
Максимовский камень на реке Чусовой (1912)
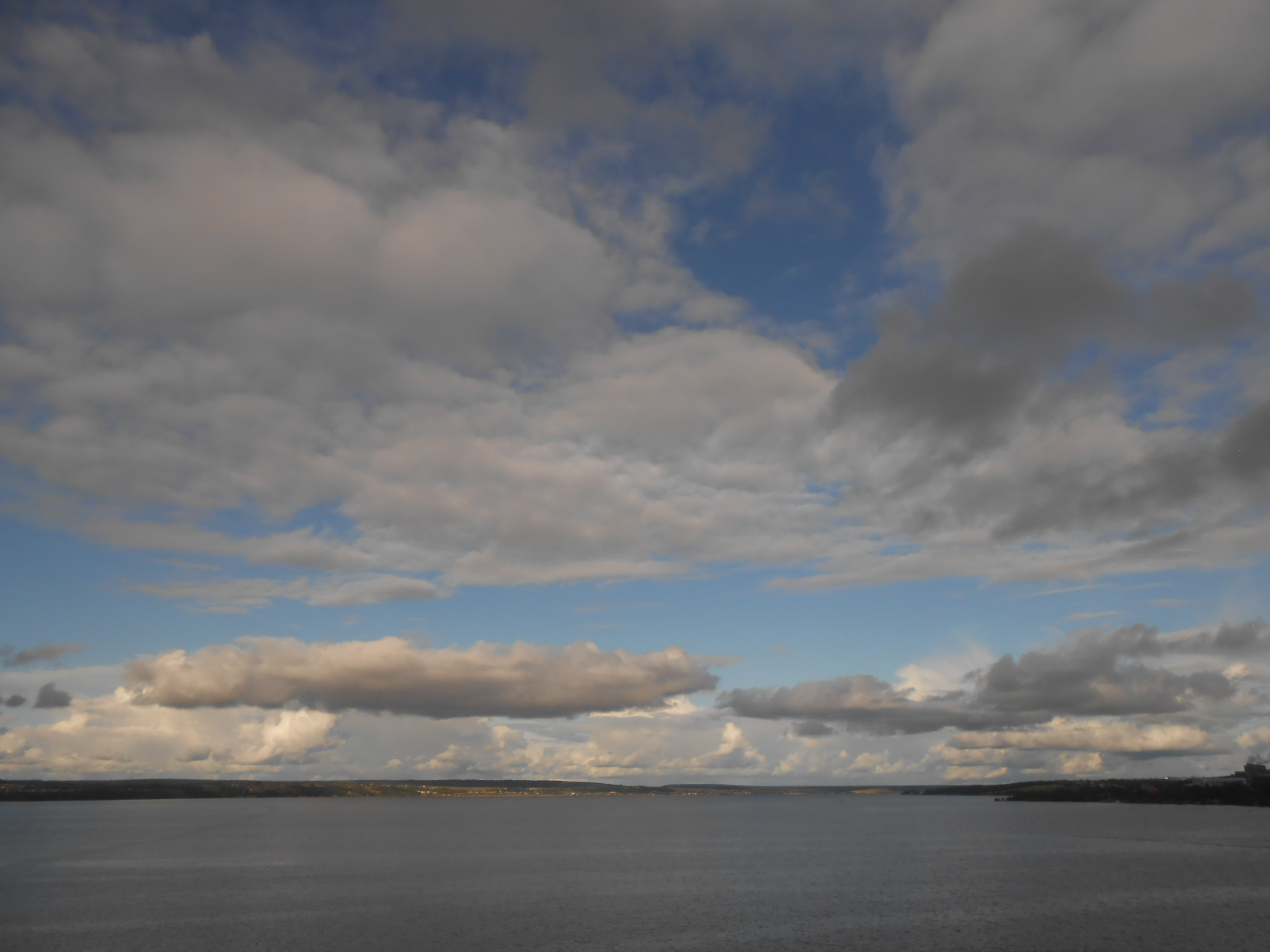
Чусовая перед впадением в Каму (2015)
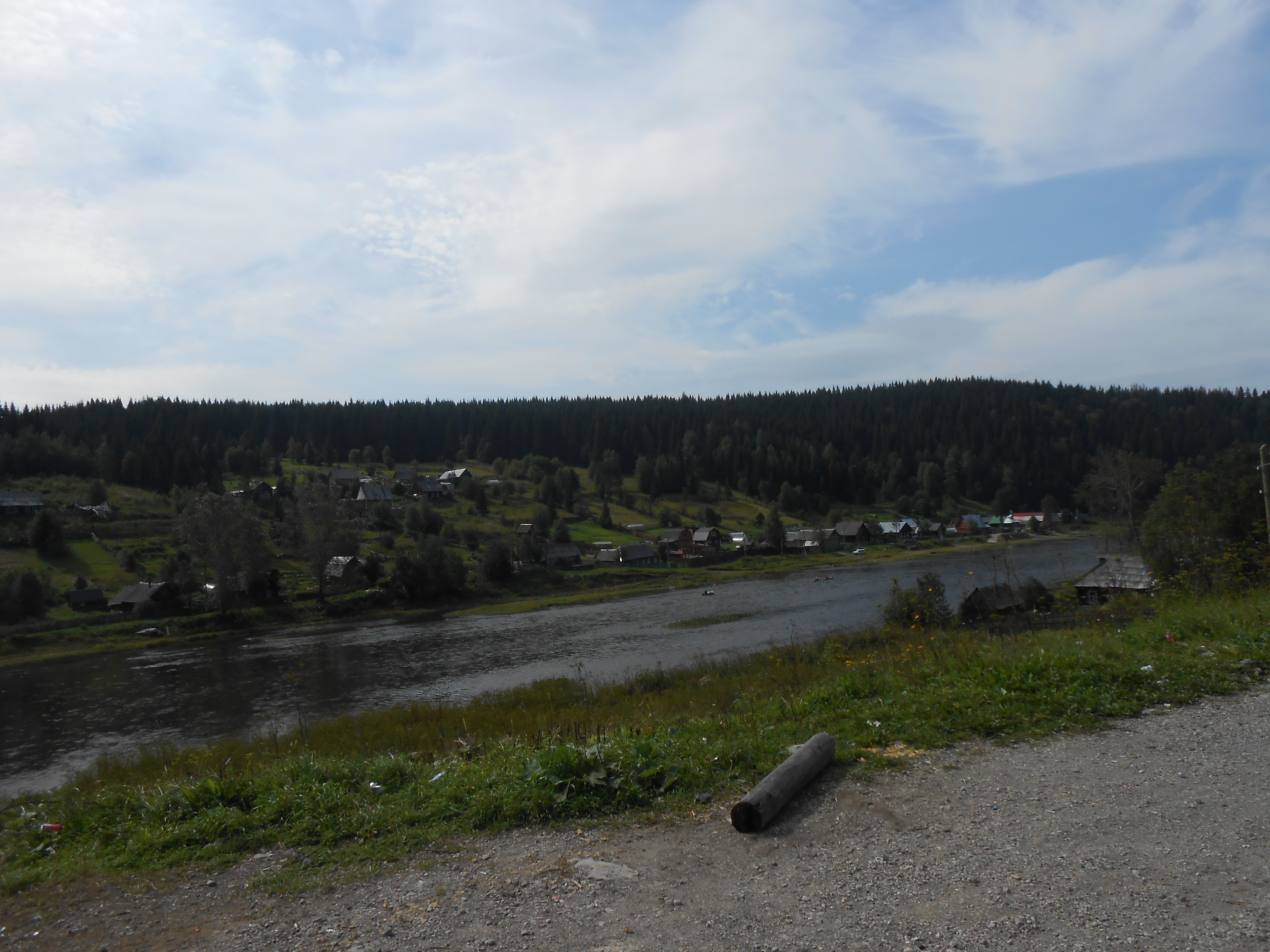
Река Усьва в Пермском крае

### Полезные ископаемые
Пермский край богат разнообразными полезными ископаемыми, что объясняется сложным рельефом горной и равнинной частей края. Здесь добываются: нефть, газ, минеральные соли, золото, алмазы, хромитовые руды и бурые железняки, торф, известняк, драгоценные, поделочные и облицовочные камни, строительные материалы.
Нефть на территории Пермского края была впервые обнаружена в 1929 году в районе посёлка Верхнечусовские городки. К настоящему времени в крае известно более 160 месторождений углеводородного сырья, из них разрабатываются: 89 нефтяных, 3 газовых и 18 газонефтяных. Большинство из них — некрупные. Добыча в основном ведётся в центральных и южных районах. Наиболее освоенные месторождения: Полазненское, Краснокамское, Куединское, Осинское и Чернушинское. Северные месторождения (в районе Соликамска и Березников) разрабатываются слабо, так как нефть там залегает на большой глубине под соляными пластами.
Уголь добывался в крае более 200 лет. В Кизеловском угольном бассейне (КУБ) добывали каменный уголь, который долгое время играл важную роль в топливном и энергетическом балансе региона. Максимальный объём добычи угля был достигнут в 1960 году и составлял 12 миллионов тонн, после этого объём добычи постоянно снижался и разведка новых месторождений не проводилась. Добыча угля производилась также в Гремячинском каменноугольном месторождении, но к началу 2000-х годов запасы угля там были истощены и угледобыча прекращена.
В Пермском крае расположено Верхнекамское месторождение калийных солей, одно из крупнейших в мире. Там добываются хлористые соли натрия, калия и магния, а также каменная соль. Его площадь составляет 1800 км², толщина соленосных слоёв достигает 514 м.
Главное Сарановское месторождение — одно из крупнейших в России месторождений хромитов. Также ведётся разработка известных с начала XVIII века месторождений железа и меди. Месторождения золота обнаружены на Среднем Урале (Горнозаводский район, бассейн реки Койвы) и на Северном Урале (Красновишерский район, бассейн рек Велс и Улс), но в настоящее время не разрабатываются.
На севере края, в Красновишерском районе, добывают алмазы. Месторождения алмазов были открыты в Горнозаводском районе в бассейне реки Койвы, где в 1829 году был найден первый в России алмаз. Алмазы высокого качества используются в ювелирной промышленности. Также на территории края существуют месторождения кварца, цитрина, селенита, мрамора, уваровита.
Край богат различными минералами, используемыми в красителях:
- Волконскоит — редкий глинистый материал, используемые для производства защитно-декоративных красок, эмалей и паст, обычно зелёного цвета. В крае 25 объектов, из них месторождения: Божьяковское, Селинское, Крутоложское, Лапшинское, Ефимятское, Самосадкинское). Наиболее богат волконскоитом Частинский район.
- Сурик. В крае три проявления железного сурика — Соловинское, Шудьинское (Еловский район) и Пальтинское.
- Охра. В крае 42 проявления, которые расположены в Берёзовском, Горнозаводском, Еловском, Кишерстском, Косинском, Кочёвском, Кунгурском, Суксунском, Уинском и Чусовском районах, на территории Краснокамска и Александровска.

Также в регионе добываются:
- известняк используется для производства строительной извести. Балансом запасов карбонатов для обжига учитывается семь месторождений: Гора Матюковая, Северо-Шарашинское, Шарашинское, Губахинское, Всеволодо-Вильвенское, Больше-Сарсинское и Чикалинское.
- доломит
- гипс и ангидрит, используются в производстве вяжущих веществ, сухой гипсовой штукатурки, гипсоволокнистых плит, гипсовых панелей, гипсокартона. Высоким содержанием гипса характеризуются залежи Ординского и Уинского района. Месторождения на госбалансе: Чумкасское, Соколино-Саркаевское, Ергачинское, Полазненское, Дейковское, Селищенское, Одиновское и Егоршины Ямы.
- В Пермском крае 37 объектов керамзитовых глин — легкоплавких вспучивающихся глинистых пород, являющихся основным сырьём для получения керамзита. Они находятся в Гайнском, Кишертском, Кочёвском, Красновишерском, Лысьвенском, Октябрьском, Соликамском, Суксунском и Чусовском районах, а также на территориях, подчинённых городам Александровску, Кизелу, Губахе. Самыми крупными являются Санаторское и Костаревское месторождения.
- Практически во всех административных районах края есть месторождения глин. Наиболее крупные — Комарихинское (Чусовской район), Каменское (Пермский район), Таушинское (Чернушинский район), Балмашевское (Орджоникидзевский район Перми), Батурское (Краснокамск), Калинкинское (Усольский район). Глинистые породы и песок-отощитель являются основой в производстве кирпично-черепичных изделий.
- Месторождения песков-отощителей являются Букорское (Чайковский район), Еверзиковское (Лысьвенский район), Мокринский район Сединского месторождения (Кишертский район) и участок Ничковского месторождения (Красновишерский район).
- песчано-гравийные смеси — рыхлое природное скопление окатанных обломков горных пород и минералов. ПГС применяются в качестве заполнителя бетона и асфальтобетона. В Пермском крае разрабатывается 30 месторождений.

### Флора

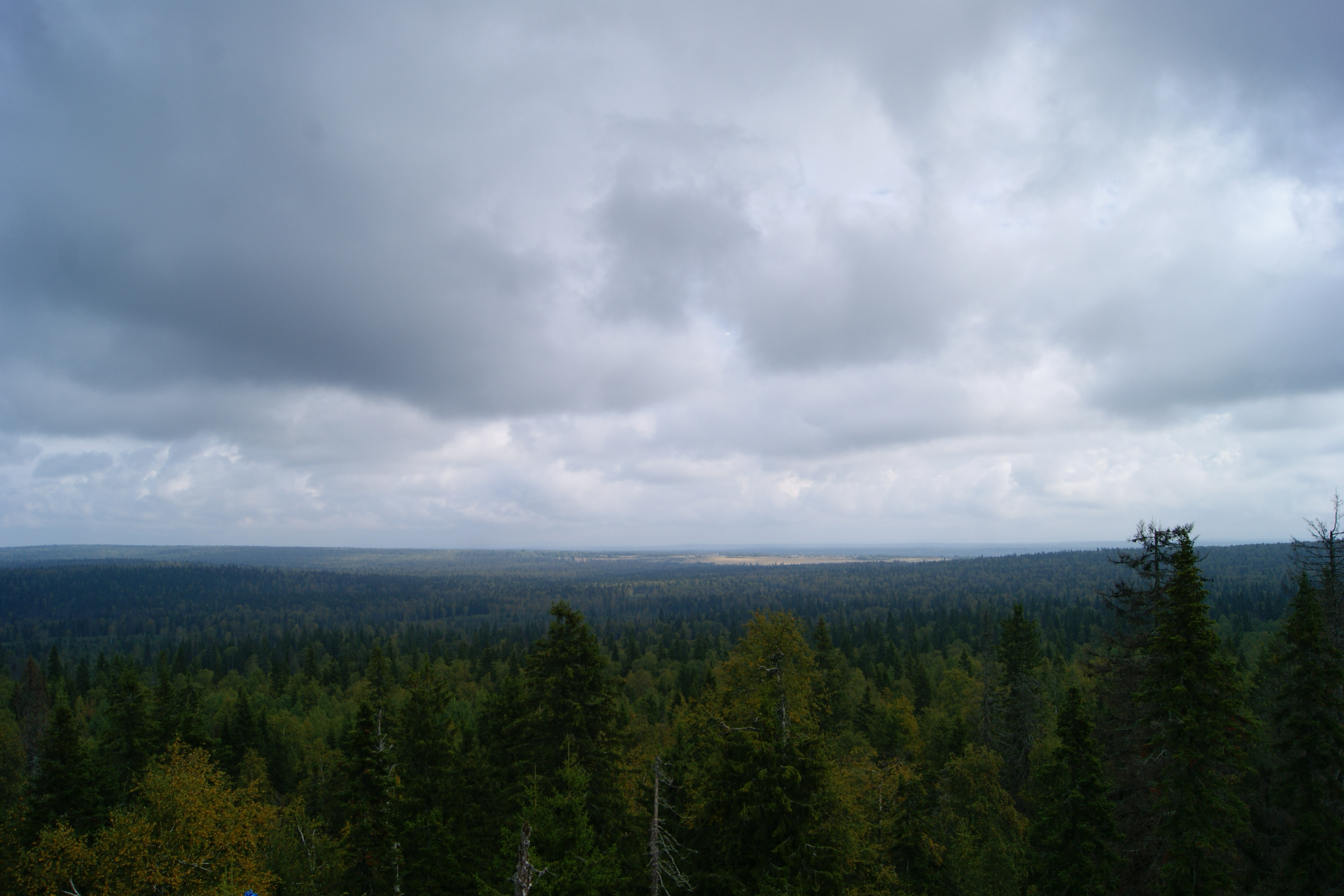
Леса Пермского края. Гремячинский район

Преобладающий тип растительности в Пермском крае — леса. Они покрывают 71 % территории края. Преобладающие породы деревьев — ель и пихта. Доля лиственных пород деревьев возрастает в направлении с севера на юг.

### Фауна
В Пермском крае насчитывается 62 вида млекопитающих (более 30 из них имеют промысловое значение), более 270 видов птиц, 39 видов рыб, 6 видов пресмыкающихся и 9 видов земноводных.

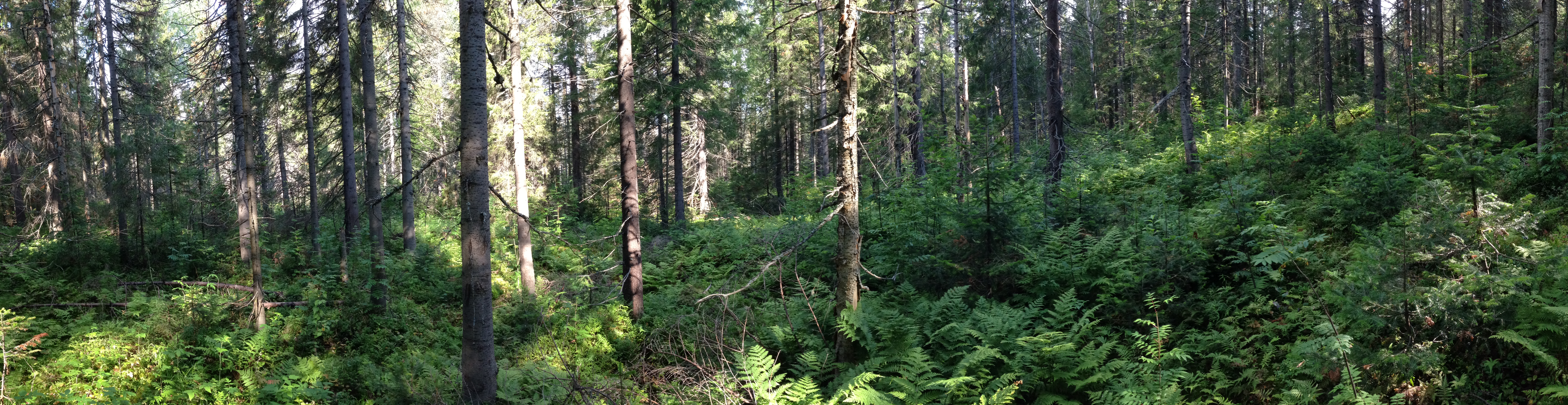
Таёжный лес в Пермском крае

### Особо охраняемые природные территории
В Пермском крае две особо охраняемые природные территории федерального значения: Вишерский заповедник и Заповедник «Басеги», а также около 300 территорий регионального и около 130 территорий местного значения.

## История
Территория Пермского края была заселена людьми уже в эпоху палеолита (стоянка стрелецкой культуры Гарчи 1, стоянки Ельники II, Ганичата I—II, Пещерный Лог, Заозерье, Сосновка III, Егоши́ха и др., Кумышанская пещера.
На рубеже 1-го и 2-го тысячелетий южные территории современного Пермского края попали под влияние Волжской Булгарии, а затем — Монголо-татарского ига.
В середине XV века на Верхней Каме образовалось коми-пермяцкое средневековое Великопермское княжество (Чердынское княжество), зависимое от Великого княжества Московского и, возможно, также от Новгородской республики (до 1472 года). Археологически княжество охватывало территорию родановской культуры. В то же время в Прикамье появились русские пираты — ушкуйники, которые позже стали именоваться казаками. Часть казаков во главе с атаманом Ермаком были направлены промышленниками Строгановыми на покорение Сибири.

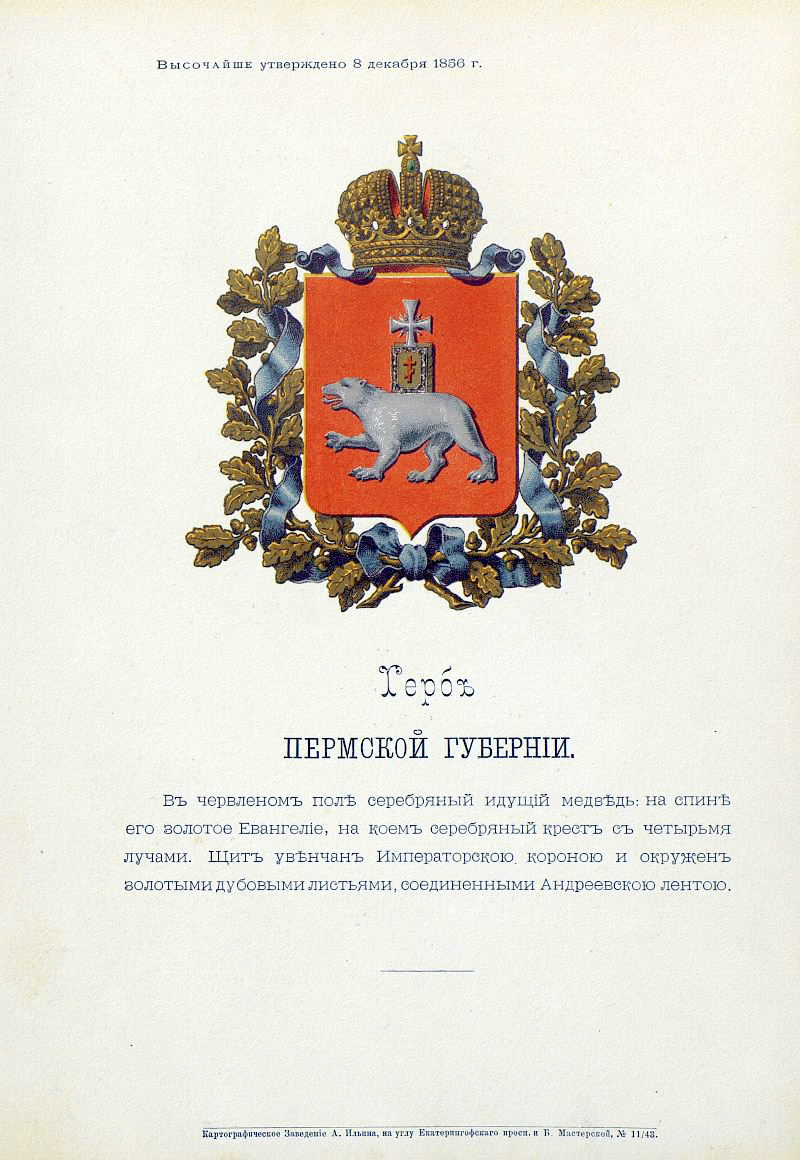
Герб Пермской губернии, утверждённый Александром II (1856)

После вхождения в состав Русского государства Пермские земли первоначально подчинялись Соликамскому воеводе, а затем вошли в состав Сибирской губернии, образованной Петром I 18 (29) декабря 1708 года. При разделе Сибирской губернии на провинции Пермские земли попали в Соликамскую и Вятскую провинции. 4 (15) июня 1724 года город Кунгур с Кунгурским уездом передан из Вятской провинции в Соликамскую. 29 апреля (10 мая) 1727 года Вятская и Соликамская провинции переданы в состав Казанской губернии. 13 (24) августа 1737 года провинциальный воевода переведён из города Соликамска в город Кунгур. Соликамская провинция Казанской губернии переименована в Пермскую провинцию Казанской губернии.
В 1781 году по указу Екатерины II, носившей титул «княгини Пермской», было образовано самостоятельное Пермское наместничество с разделением его территории на 2 области — Пермскую и Екатеринбургскую. Торжественное открытие наместничества и его центра — города Перми состоялось 18 (29) октября 1781 года. Наместничество входило в состав Пермского и Тобольского генерал-губернаторства, которое 12 (23) декабря 1796 года было разделено на Пермскую и Тобольскую губернии.
3 ноября 1923 году Пермская губерния была упразднена, а её территория включена в состав Уральской области с центром в Екатеринбурге. 26 февраля 1925 года был образован Коми-Пермяцкий национальный округ. 17 января 1934 года Уральская область была разделена на три области (Свердловскую, Челябинскую, Обско-Иртышскую); территории современного Пермского края вошли в состав Свердловской области. 3 октября 1938 года Указом Президиума Верховного Совета СССР была образована Пермская область путём выделения из состава Свердловской области. С 8 марта 1940 года по 2 октября 1957 года называлась Мо́лотовской областью.
28 января 1967 года Пермская область награждена Орденом Ленина за заслуги, достигнутые трудящимися области в хозяйственном и культурном строительстве.
В 1977 году Коми-пермяцкий национальный округ был переименован в автономный округ. После распада СССР, с принятием Конституции России (1993) округ стал самостоятельным субъектом Российской Федерации, однако, территориально продолжая находиться в составе Пермской области, также являющейся субъектом РФ, и находясь с областью в договорных отношениях.
7 декабря 2003 года состоялся референдум, на котором жители Пермской области и Коми-Пермяцкого автономного округа поддержали объединение в единый субъект Российской Федерации — Пермский край. При объединении никаких территориальных изменений не осуществлялось, новый субъект был образован на территории Пермской области, которая территориально включала в себя округ. При этом округ потерял статус субъекта РФ и, соответственно, представительство в Федеральном Собрании. По результатам референдума об объединении был принят Федеральный конституционный закон, в соответствии с которым Пермский край считается образованным с 1 декабря 2005 года.

## Население
Численность населения края по данным Росстата составляет 2 483 633 чел. (2025). Плотность населения — 15,50 чел./км² (2025). Городское население — 
76,93 % (2022). Естественный прирост населения в 2012 году составил 1570 человек.
| 1897       | 1939       | 1959       | 1970       | 1975       | 1979       | 1987       | 1989       | 1990       |
| ---------- | ---------- | ---------- | ---------- | ---------- | ---------- | ---------- | ---------- | ---------- |
| 1 334 110  | ↗2 087 518 | ↗2 992 876 | ↗3 023 443 | ↘2 986 000 | ↗3 011 540 | ↗3 071 000 | ↗3 099 994 | ↘3 027 958 |
| 1991       | 1992       | 1993       | 1994       | 1995       | 1996       | 1997       | 1998       | 1999       |
| ↘3 022 108 | ↘3 012 524 | ↘3 003 412 | ↘2 982 229 | ↘2 963 942 | ↘2 943 491 | ↘2 926 057 | ↘2 909 664 | ↘2 896 771 |
| 2000       | 2001       | 2002       | 2003       | 2004       | 2005       | 2006       | 2007       | 2008       |
| ↘2 878 903 | ↘2 858 588 | ↘2 819 421 | ↘2 813 770 | ↘2 791 036 | ↘2 769 805 | ↘2 748 233 | ↘2 730 892 | ↘2 718 227 |
| 2009       | 2010       | 2011       | 2012       | 2013       | 2014       | 2015       | 2016       | 2017       |
| ↘2 708 419 | ↘2 635 276 | ↘2 633 550 | ↘2 631 073 | ↗2 634 461 | ↗2 636 154 | ↗2 637 032 | ↘2 634 409 | ↘2 632 097 |
| 2018       | 2019       | 2020       | 2021       | 2022       | 2023       | 2024       | 2025       |            |
| ↘2 623 122 | ↘2 610 800 | ↘2 599 260 | ↘2 532 405 | ↘2 525 149 | ↘2 508 352 | ↘2 495 266 | ↘2 483 633 |            |

### Национальный состав
Народы Пермского края численностью свыше 4 тысячи человек по данным переписи 2010 года (в скобках указан процент от числа лиц, указавших национальность):
- Русские — 2 191 423 (87,1 %)
- Татары — 115 544 (4,6 %)
- Коми-пермяки — 81 084 (3,2 %)
- Башкиры — 32 730 (1,3 %)
- Удмурты — 20 819 (0,8 %)
- Украинцы — 16 269 (0,6 %)
- Белорусы — 6570 (0,3 %)
- Немцы — 6252 (0,3 %)
- Чуваши — 4715 (0,2 %)
- Марийцы — 4121 (0,2 %)

Всего в Пермском крае проживают представители 125 этносов.

## Населённые пункты
Населённые пункты с численностью населения более 10 000 человек
- Пермь — ↗1 027 518[3]
- Березники — ↘132 841[63]
- Соликамск — ↘87 745[63]
- Чайковский — ↘74 913[64]
- Кунгур — ↘62 173[65]
- Лысьва — ↘53 057[65]
- Краснокамск — ↘47 968[65]
- Чусовой — ↘44 780[65]
- Чернушка — ↗33 092[65]
- Кудымкар — ↗28 630[65]
- Добрянка — ↘28 545[65]
- Губаха — ↘22 915[65]
- Верещагино — ↘22 077[65]
- Оса — ↘19 369[65]
- Нытва — ↘16 463[65]
- Кизел — ↘15 319[65]
- Кондратово — ↗14 631[66]
- Очёр — ↘14 294[65]
- Красновишерск — ↘14 164[65]
- Полазна — ↗11 332[65]
- Горнозаводск — ↘10 890[65]
- Александровск — ↘10 502[65]

Всего в крае перепись 2010 года выявила 25 городов, 30 посёлков городского типа и 2644 сельских населённых пункта. По сравнению с 2002 годом опустели 244 населённых пункта.

## Органы государственной власти
Устав Пермского края, принятый 19 апреля 2007 года, имеет высшую юридическую силу в системе краевого законодательства и устанавливает следующую систему органов государственной власти Пермского края:
- Законодательное Собрание Пермского края;
- губернатор Пермского края;
- Правительство Пермского края;
- судебная власть в крае осуществляется федеральными судами и мировыми судьями Пермского края;
- иные органы государственной власти Пермского края:
  - избирательная комиссия Пермского края — обеспечение на территории Пермского края избирательных прав и права на участие в референдуме граждан Российской Федерации в Пермском крае;
  - Контрольно-счётная палата Пермского края — краевой орган государственного финансового контроля;
  - администрация губернатора Пермского края.

### Губернатор
Губернатор является высшим должностным лицом в Пермском крае и возглавляет краевую исполнительную власть. Избирается сроком на 5 лет и не может замещать указанную должность более двух сроков подряд. Деятельность губернатора обеспечивает администрация губернатора Пермского края.
Первый губернатор Пермского края — Олег Чиркунов, который возглавил регион с даты его образования 1 декабря 2005 года. С 2017 года губернатор избирается на прямых выборах. На выборах 2017 года победу одержал Максим Решетников. На выборах 2020 года победу одержал Дмитрий Махонин (врио с 6 февраля 2020), официально вступил в должность 7 октября 2020 года.

### Законодательная власть

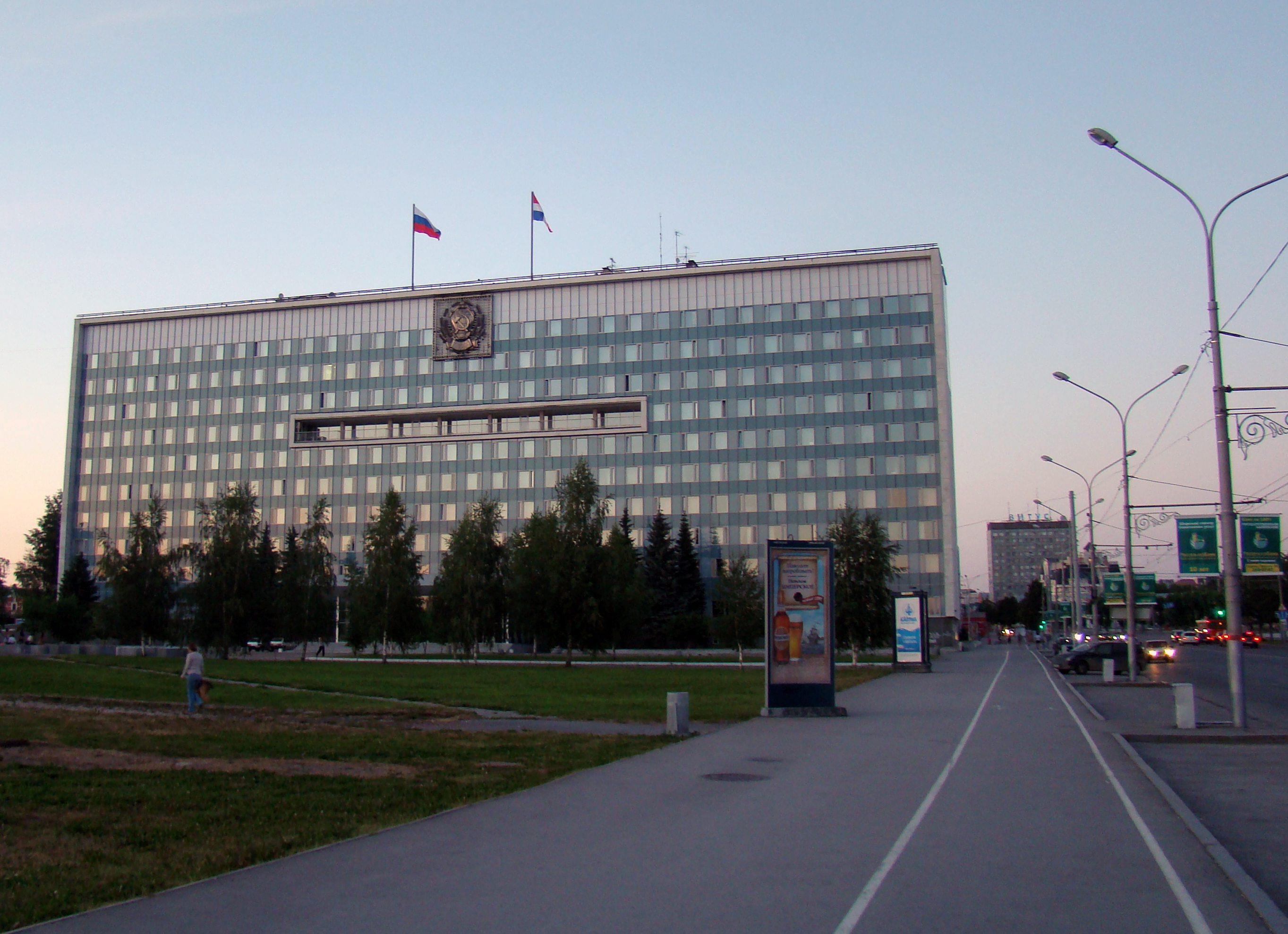
Здание Законодательного собрания Пермского края

Законодательная власть в крае осуществляется Законодательным собранием Пермского края, который состоит из 60 депутатов, избираемых жителями края сроком на 5 лет. 30 депутатов избираются по партийным спискам (пропорциональная система), остальные 30 — по одномандатным округам (мажоритарная система). Для получения мест по партийным спискам партиям необходимо преодолеть 5%-й порог (для первого созыва — 7 %). Первые выборы депутатов Законодательного собрания Пермского края состоялись 3 декабря 2006 года.
Места по партийным спискам:
- I созыв (2006 год): Единая Россия (12), Союз правых сил (6), ЛДПР (5), Российская партия пенсионеров (4), КПРФ (3);
- II созыв (2011 год): Единая Россия (14), КПРФ (6), ЛДПР (5), Справедливая Россия (5);
- III созыв (2016 год): Единая Россия (16), КПРФ (6), ЛДПР (5), Справедливая Россия (3);
- IV созыв (2021 год): Единая Россия (13), КПРФ (9), Справедливая Россия (3), ЛДПР (3), Новые люди (2).

В одномандатных округах подавляющее большинство всегда оставалось за выдвиженцами Единой России — победа в 20, 25, 24 и 27 округах из 30 соответственно.

## Административно-территориальное деление

### Административно-территориальное устройство
Систему административно-территориального устройства Пермского края образуют:
- Коми-Пермяцкий округ — административно-территориальная единица с особым статусом;
- 33 административных района, в том числе 6 районов в Коми-Пермяцком округе;
- 51 городской населённый пункт, в том числе:
  - 14 городов краевого значения, в том числе Пермь — административный центр Пермского края и Кудымкар, который входит в состав Коми-Пермяцкого округа и является его административным центром[68];
  - 11 городов районного значения;
  - 26 рабочих посёлков.
- 7 городских районов Перми;
- ЗАТО Звёздный;
- 3524 сельских населённых пункта.

Итого по краю: 3617 административно-территориальных единиц.
Гайнский, Косинский и Кочёвский районы Коми-Пермяцкого округа приравнены в правовом отношении к районам Крайнего Севера.

### Муниципальное устройство
В рамках муниципального устройства к январю 2025 года в Пермском крае числится:
- 3 городских округа;
- 40 муниципальных округов.

## Экономика

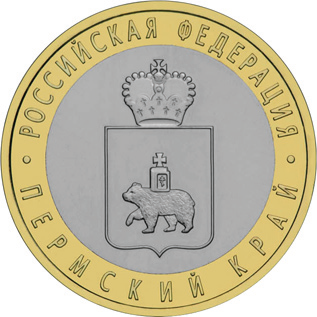
Памятная монета Банка России номиналом 10 рублей (2010)

Пермский край — один из экономически развитых регионов России. В 2018 году объём валового регионального продукта составил 1.318,472 млн рублей.
Средний размер предлагаемой зарплаты соискателям работы в Пермском крае в 2020 году составил 45 тыс. рублей. В январе этот показатель составлял около 40-41 тыс. рублей. При этом медиана предлагаемой зарплаты составила 35 тыс. рублей.
Промышленность
Основа экономики края — высокоразвитый промышленный комплекс. Ключевые отрасли промышленности: нефтяная, химическая и нефтехимическая, чёрная и цветная металлургия, машиностроение, лесопромышленный комплекс.

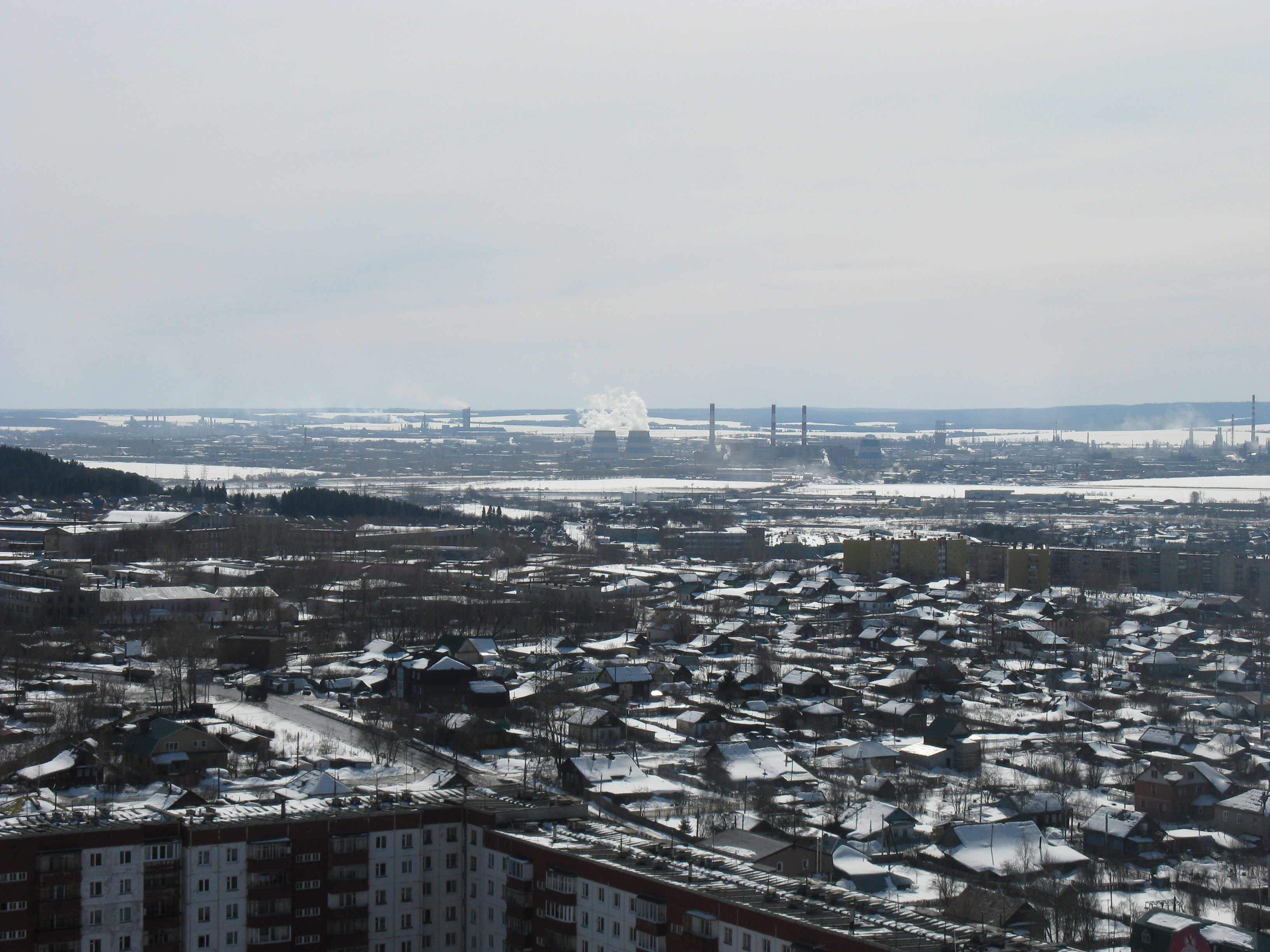
Нефтеперерабатывающий завод «Лукойл-Пермнефтеоргсинтез» (ПНОС) в Перми

В Пермском крае ежегодно добывается около 10 млн тонн нефти. Ведущая добывающая компания — ООО «Лукойл — Пермь». Добыча нефти сконцентрирована на юге (Куединский, Кунгурский, Ординский, Осинский, Частинский и Чернушинский муниципальные районы) и севере края (Красновишерский, Соликамский и Усольский муниципальные районы).
В Перми расположены крупные предприятия по переработке нефти (ООО «Лукойл-Пермнефтеоргсинтез» (ПНОС)) и газа.
Ведущей отраслью химической промышленности является производство минеральных удобрений, на долю края приходится 100 % производства калийных удобрений в России. В Пермском крае расположено крупнейшее в мире Верхнекамское месторождение калийных солей. Добыча руды и производство калийных удобрений осуществляется в Березниках (ПАО «Уралкалий») и Соликамске (ПАО «Уралкалий»). Компания «Уралкалий» — одна из крупнейших в мире производителей и экспортёров калийных удобрений.
Производство азотных удобрений размещено в Перми (ОАО «Минеральные удобрения») и Березниках (ОАО «Азот»).
Предприятия нефтегазохимической промышленности края осуществляют, в основном, первичную переработку сырья. Крупнейшие предприятия отрасли:
- ЗАО «Сибур-Химпром» — Пермь;
- ОАО «Метафракс» — Губаха;
- ОАО «Уралоргсинтез» — Чайковский.

Кроме того, в Перми расположены предприятия по производству активированного угля (ОАО «Сорбент»), стирального порошка («Хенкель-Пемос»), галогеносодержащих химических продуктов (ОАО «Галоген»), фталевого ангидрида (ОАО «Камтэкс-Химпром»).
В Губахе расположен коксохимический завод (ОАО «Губахинский кокс»).
Чёрная металлургия представлена заводом полного цикла (ОАО «Чусовской металлургический завод») и предприятиями передельной металлургии (крупнейшее — ОАО «Лысьвенский металлургический завод»).
Цветная металлургия базируется на переработке руды Верхнекамского месторождения калийных солей, содержащей магний и редкие металлы. Заводы расположены в Березниках (титано-магниевый комбинат корпорации «ВСМПО-Ависма») и Соликамске (ОАО Соликамский магниевый завод). В Перми действует завод по производству вторичного алюминия (ОАО «Пермские цветные металлы»).
В машиностроении важную роль играет производство продукции военного назначения. Крупнейший центр машиностроения — Пермь; производятся авиационные и ракетные двигатели, нефтедобывающее и горно-шахтное оборудование, бензомоторные пилы, аппаратура связи, суда, кабельная и другая продукция. Крупнейшие предприятия — Мотовилихинские заводы и Пермский моторостроительный комплекс.
Отдельные машиностроительные предприятия расположены также в городах Лысьве (производство турбогенераторов), Кунгурe (производство нефтепромыслового оборудования), Очёрe (производство бурового оборудования) и Александровскe (производство горно-шахтного оборудования), а также посёлках Павловском (Очёрский район), Суксуне и Юго-Камском (Пермский район). Среди причин кризиса машиностроительной отрасли края можно выделить низкий уровень государственного оборонного заказа, а также специализацию большинства предприятий на производстве не конечной продукции, а комплектующих и отдельных частей, что препятствует проведению самостоятельной сбытовой политики. Наиболее успешно развивается производство оборудования для добывающих отраслей промышленности и железнодорожного транспорта.
Лесопромышленный комплекс края базируется на использовании богатейших лесных ресурсов Прикамья. Лесозаготовительные мощности расположены преимущественно на севере края. В Пермском крае расположены три целлюлозно-бумажных комбината: Краснокамскe, Перми и Соликамскe (ОАО «Соликамскбумпром»). На территории края находится одно из крупнейших предприятий страны, производящих фанеру — НАО «СВЕЗА Уральский» (посёлок Уральский, Нытвенский район).
Крупнейший центр пищевой промышленности края — Пермь. Действуют мясокомбинат (ОАО «Пермский мясокомбинат», входит в группу «Продо»), молочный комбинат «Пермский» (филиал компании «Юнимилк»), маргариновый, мукомольный, ликёро-водочный (ОАО «Пермалко», входит в группу S.P.I.), вино-водочный заводы (ОАО «Уралалко», входит в группу «Синергия»), две кондитерские фабрики («Пермская» и принадлежащая Nestlé «Камская»), хладокомбинат (ОАО "Пермский хладокомбинат «Созвездие», входит в «Комос Групп»), хлебопекарное производство. К числу других крупных центров пищевого промышленности относятся Кунгур (переработка мяса и молока), Краснокамск (мясоперерабатывающее производство), Нытва (переработка молока), а также Чайковский, Лысьва, Кудымкар, Верещагино.
Сельское хозяйство
Потенциальное плодородие почв Пермского края высокое с гумусовым горизонтом значительной мощности. На этих почвах целесообразно возделывать овощные, кормовые культуры. Они также являются ценными сенокосными и пастбищными угодьями. Однако значительный объём пашни остро требует внесения фосфорных и калийных удобрений. Болотные почвы (3,5 % от общей площади) после осушения культуротехнических и агротехнических мероприятий становятся ценными пахотными и кормовыми угодьями. Сельскохозяйственные угодья занимают 20 % территории Пермского края. Более половины территории края (59 %) занимают земли лесохозяйственных предприятий.
| тыс. гектар | 2118 | 1850,3 | 1501,9 | 1289 | 999,5 | 795,2 | 757,2 | 733,3 |

Транспорт
Действуют Пермский регион обслуживания Свердловской железной дороги (ранее — Пермская железная дорога имени Л. М. Кагановича), ОАО «Судоходная компания „Камское речное пароходство“», ФГУП «Пермские авиалинии», международный аэропорт Большое Савино.
Экономическому развитию региона препятствует почти полное отсутствие автомобильных дорог на севере Пермского края и крайняя их недостаточность в других районах. Большая река Кама, пересекающая весь Пермский край, является естественным разделительным барьером, затрудняющим сообщение между западом и востоком края. Через Каму имеется четыре автомобильных моста (Гайны; Усолье—Березники; Коммунальный и Красавинский в Перми) и один железнодорожный (Пермь). По плотине Камской ГЭС имеется совмещённое автомобильное и железнодорожное движение, а по плотине Воткинской ГЭС — автомобильное. В стадии строительства находятся третий автомобильный мост в Перми и железнодорожный мост ниже Камской ГЭС.
В 2015 году в крае на учёте состояло 592 857 автомобилей. По этому показателю Пермский край занял 24-е место в РФ.

## Образование
В Пермском крае действует около 30 вузов и филиал вузов. Крупнейшими университетами являются Пермский национальный исследовательский политехнический университет и Пермский государственный национальный исследовательский университет.

## Культура

### Пермская культурная революция
В 2000-е годы в Пермском крае был реализован культурный проект, получивший название Пермская культурная революция.
Основная статья: Пермская культурная революция

### Музеи края
- Пермская государственная художественная галерея
- Пермский краевой музей
- Пермский музей современного искусства
- Музей «Мотовилихинских заводов»
- Музей истории Пермского государственного университета
- Музей палеонтологии и исторической геологии имени Б. К. Поленова
- Архитектурно-этнографический музей «Хохловка»
- Музей истории политических репрессий «Пермь-36»
- Музей Археологии и этнографии Пермского Предуралья Пермского государственного педагогического университета
- Музей связи (Лысьва)
- Музей каски (Лысьва)
- Музей ложки (Нытва)
- Чердынский краеведческий музей
- Выставочный зал (Чердынь)
- Чайковский краеведческий музей
- Музей Истории веры (Чердынь)
- Музей КУБа (Губаха)
- Музей истории соли (Соликамск)

## Религия
На территории Пермского края 19 марта 2014 года Русской православной церковью образована Пермская митрополия в составе трёх епархий:
- Пермской и Кунгурской,
- Кудымкарской и Верещагинской
- Соликамской и Чусовской.

Некоторые святыни:

Белогорский монастырь, Слудская церковь, Свято-Троицкий Стефанов монастырь, Федосиевская церковь, Собор св. Петра и Павла, Спасо-Преображенская церковь (Кунгур), Храм святого Георгия Победоносца в Чайковском, Пермская соборная мечеть.

## Почётные граждане края
Звание «Почётный гражданин Пермского края» (ранее — области) присваивается за выдающиеся заслуги в экономике, науке, культуре, искусстве, образовании, охране здоровья и правопорядка, государственном и муниципальном строительстве, благотворительной деятельности и др. В разное время этого почётного звания удостоены:
- Астафьев, Василий Михайлович — Герой Советского Союза
- Суханов, Сергей Германович — главный врач Федерального кардиоцентра
- Широков, Евгений Николаевич — Народный художник СССР
- Бобылёв, Иван Тимофеевич — Народный артист СССР
- Коноплёв, Борис Всеволодович — первый секретарь Пермского обкома КПСС
- Астафьев, Виктор Петрович — писатель
- Сахарова, Людмила Павловна- Народная артистка СССР
- Кудряшова, Клавдия Кузьминична — Народная артистка СССР
- Вагнер, Евгений Антонович — академик
- Рахшмир, Павел Юхимович — учёный историк
- Тольцинер Филипп Максимович — архитектор

Звание «Почётный гражданин Пермского края», «Почётный гражданин Пермской области», «Почётный гражданин Коми-Пермяцкого округа» присвоено более 40 жителям региона.